# Ivan Martinović
Ivan Martinović  (* 6. Januar 1998 in Wien, Österreich) ist ein kroatischer Handballspieler auf der Position Rückraum rechts, der in der kroatischen Nationalmannschaft spielt.

## Karriere

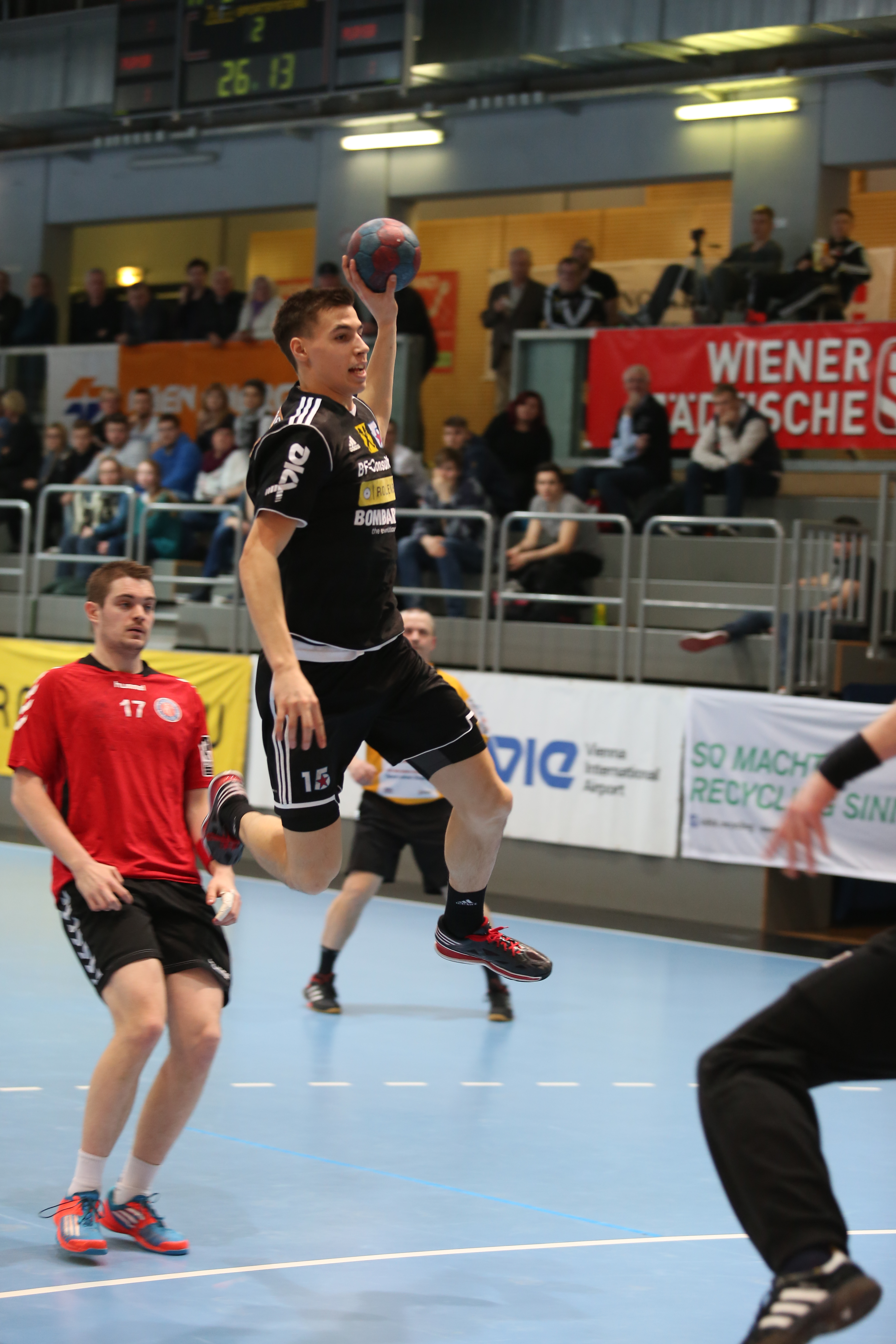
Ivan Martinović in einem Spiel der zweiten österreichischen Liga (2015)

### Verein
Martinović begann beim Handballclub Fivers Margareten in Wien Handball zu spielen. Seitdem die Margaretner mit ihrer zweiten Mannschaft in der Handball Bundesliga Austria vertreten waren, spielte der Linkshänder für diese. 2013/14 wurde der Kroate erstmals in der Handball Liga Austria eingesetzt. 2014/15 sicherte sich der Rückraumspieler, mit dem Sieg im Finale des ÖHB-Cup, seinen ersten Titel als Teil der ersten Mannschaft. Ein Jahr später konnte Martinović den Titel in der Sporthalle Margareten verteidigen. Außerdem sicherte sich das Team in dieser Saison auch den österreichischen Meistertitel. 2016/17 gewann der Rückraumspieler erneut den ÖHB-Cup mit den Wienern. Nach der Saison 2016/17 wurde Martinović als „Newcomer des Jahres“ ausgezeichnet.
2018 unterschrieb der Kroate einen, ab der Saison 2018/19 gültigen, Dreijahresvertrag beim VfL Gummersbach. Im Sommer 2019 wechselte er zur TSV Hannover-Burgdorf. Ab dem Sommer 2022 stand er beim Bundesligisten MT Melsungen unter Vertrag. Am 22. Dezember 2023 stellte er mit 16/4 Toren einen persönlichen Bundesligarekord auf. Zur Saison 2024/25 unterschrieb er beim Ligakonkurrenten Rhein-Neckar Löwen. Der noch bis 2026 laufende Vertrag mit den Löwen wurde im Juli 2025 vorzeitig gegen eine hohe Ablösesumme aufgelöst, um Martinović die Chance zu geben mit One Veszprém HC in der Champions League zu spielen.

### Auswahlmannschaften
Ivan Martinović nahm mit der kroatischen Jugend-Nationalmannschaft an der U-19-Weltmeisterschaft 2015 in Russland teil. 2016 gewann er bei der U-18-Europameisterschaft die Silbermedaille und wurde in das All-Star-Team gewählt. 2017 war der Rückraumspieler erneut Teil des Jugendteams der kroatischen Nationalmannschaft, welches an der Jugend-Weltmeisterschaft 2017 in Georgien teilnahm. Am Ende des Turniers wurde er als bester rechter Rückraumspieler ins All-Star-Team gewählt.
Am 23. Oktober 2019 debütierte er bei zwei Freundschaftsspielen gegen Deutschland in der kroatischen A-Nationalmannschaft.  Sein erstes großes Turnier war die Weltmeisterschaft 2021, bei der Kroatien den 15. Platz belegte und Martinović 18 Tore in 6 Spielen warf. Die Mannschaft belegte 2022 bei der Europameisterschaft den achten Platz. Mit 37 Toren in sieben Spielen war er bester Werfer der Kroaten. Ähnlich gut lief es für Martinović im folgenden Jahr bei der Weltmeisterschaft 2023 als zweitbester Torschütze der Mannschaft mit 31 Toren und dem neunten Platz im Turnier. Aufgrund einer schweren Schulterverletzung war für ihn die Europameisterschaft 2024 schon im zweiten Vorrundenspiel beendet.
Im August 2024 nahm er erstmals an den olympischen Spielen teil. In einer umkämpften Gruppe schied Kroatien bereits nach der Vorrunde aus, Martinović war mit 32 Toren in fünf Spielen erneut der beste Werfer seiner Mannschaft. Bei der Weltmeisterschaft 2025 warf Martinović 41 Tore in neun Partien und gewann mit Kroatien die Silbermedaille. Zusätzlich wurde er in das All-Star-Team gewählt. Nachdem Domagoj Duvnjak nach dem WM-Finale aus der Nationalmannschaft zurückgetreten war, wurde Martinović zum neuen Kapitän der Kroaten ernannt.

## Privates
Sein Bruder Marin spielt ebenfalls Handball und ist zurzeit für den Handballclub Fivers Margareten aktiv. Seit 2024 ist er mit Miriam Martinović geb. Rath verheiratet.

## Saisonbilanzen

### HLA
| Saison    | Verein                         | Spielklasse | Tore | 7-Meter      | Feldtore |
| --------- | ------------------------------ | ----------- | ---- | ------------ | -------- |
| 2014/15   | Handballclub Fivers Margareten | HLA         | 0    | 0/0          | 0        |
| 2015/16   | Handballclub Fivers Margareten | HLA         | 6    | 0/0          | 6        |
| 2016/17   | Handballclub Fivers Margareten | HLA         | 155  | 5/9          | 150      |
| 2017/18   | Handballclub Fivers Margareten | HLA         | 173  | 9/12         | 164      |
| 2013–2017 | gesamt                         | HLA         | 334  | 14/21 (67 %) | 320      |

### HBA
| Saison    | Verein                         | Spielklasse | Tore | 7-Meter | Feldtore |
| --------- | ------------------------------ | ----------- | ---- | ------- | -------- |
| 2013/14   | Handballclub Fivers Margareten | HBA         | 4    | 0/0     | 4        |
| 2014/15   | Handballclub Fivers Margareten | HBA         | 81   | 0/0     | 81       |
| 2013–2015 | gesamt                         | HBA         | 85   | 0/0     | 85       |

### Bundesliga
| Saison    | Verein                | Spielklasse | Spiele | Tore | 7-Meter | Feldtore |
| --------- | --------------------- | ----------- | ------ | ---- | ------- | -------- |
| 2018/19   | VfL Gummersbach       | HBL         | 34     | 141  | 27/37   | 114      |
| 2019/20   | TSV Hannover-Burgdorf | HBL         | 20     | 61   | 0/0     | 61       |
| 2020/21   | TSV Hannover-Burgdorf | HBL         | 34     | 155  | 52/60   | 103      |
| 2021/22   | TSV Hannover-Burgdorf | HBL         | 30     | 143  | 4/13    | 139      |
| 2022/23   | MT Melsungen          | HBL         | 15     | 56   | 28/35   | 28       |
| 2023/24   | MT Melsungen          | HBL         | 29     | 136  | 39/49   | 97       |
| 2024/25   | Rhein-Neckar Löwen    | HBL         | 23     | 140  | 36/49   | 104      |
| 2018–2025 | gesamt                | HBL         | 185    | 832  | 186/243 | 646      |

## Erfolge
- Handballclub Fivers Margareten
  - 2× Österreichischer Meister 2015/16, 2017/18
  - 3× Österreichischer Pokalsieger 2014/15, 2015/16, 2016/17
  - 1× HLA „Newcomer des Jahres“ 2016/17
- Kroatische Nationalmannschaft
  - Silber bei der Weltmeisterschaft 2025